# どよーしょっと
どよーしょっととは西日本放送のラジオ番組。1992年4月放送開始、2004年3月27日放送終了。

## パーソナリティ
- 上村良介
- 伊達典子
- 宮宇地美穂

## 放送時間
- 毎週土曜日12:00～16:00

## 備考
- 高松サティと西日本放送SUNスタジオからの放送もあった。高松サティ設置のスタジオは「DUOスタ」というサテライトスタジオであり、この頃は「ワイドはDUOスタ! どよーしょっと」という名称だった。

## タイムテーブル（2004年3月）
- 12:00 オープニングトーク
- 12:05 天気予報
- 12:10 交通情報
- 12:15 お昼のニュース
- 12:20 どこでもラジオカー
- 12:30 児島競艇ときめき情報
- 12:40 週間どよーしょっと
- 12:50 カルチャーしよっと
- 13:00 愛を込めてラジオカークイズ
- 13:30 かがわビジネス紳士録「あの歌に遇いたい」
- 14:00 日産グッディーズセレクション
- 14:30 今が見えるぞ!四国シーサイドステーション
- 15:00 しょっと倶楽部
- 15:30 愛しのアメリカンポップス
- 15:55 ラジオカー・エンディング